# Közönséges oroszlánfog
A közönséges oroszlánfog (Leontodon hispidus) az őszirózsafélék családjába tartozó, Európában őshonos, száraz réteken megtalálható, sárga virágú növény. 

## Megjelenése
A közönséges oroszlánfog 20–40 cm magas, lágyszárú, évelő növény. Virágzás közben a pitypangra emlékeztet, de attól eltérően nyár közepén nyílik. Az egész növény, a szár, a levelek és a virág csészelevelei is szőrökkel borított. Szára egyenesen feláll, levéltelen, nem elágazó. Levelei tőlevélrózsát alkotnak. A szárnyas nyelű levelek hosszúkás-lándzsás vagy fordított tojásdad formájúak, csipkés élűek.
Júniustól szeptemberig virágzik. A 2–5 cm átmérőjű fészekvirágzatok magányosan nyílnak a szár végén. A virágzatot élénksárga színű, ötcsúcsú, nyelves virágok alkotják, csöves virágai nincsenek. A külső szirmok alul narancssárga vagy vöröses árnyalatúak. A porzók száma öt. A virágok a reggeli órákban nyílnak, délre becsukódnak. A virág alatt a szár megvastagodott.
Termése kaszattermés, végén szőrbóbitával.
Hasonlít hozz az őszi oroszlánfog (Leontodon autumnalis), de annak szára elágazó. A védett szőke oroszlánfog (Leontodon incanus) jóval korábban, április-májusban nyílik, levélszéle sokkal kevésbé tagolt, alig fogazott. 

## Elterjedése és termőhelye
Európában őshonos, de Észak-Amerikába is behurcolták.
Réteken, legelőkön, száraz, sziklás lejtőkön, vasúti töltéseken nő. A száraz, meszes talajt részesíti előnyben.
Magyarországon nem védett.

## Felhasználása
A közönséges oroszlánfog fiatal levelei nyersen vagy főzve ehetőek, bár inkább csak kiegészítőként alkalmasak. Megsütött gyökerét kávépótlóként használták. Vízhajtó hatású, főzetét vesepanaszok, vízkór esetén isszák. 

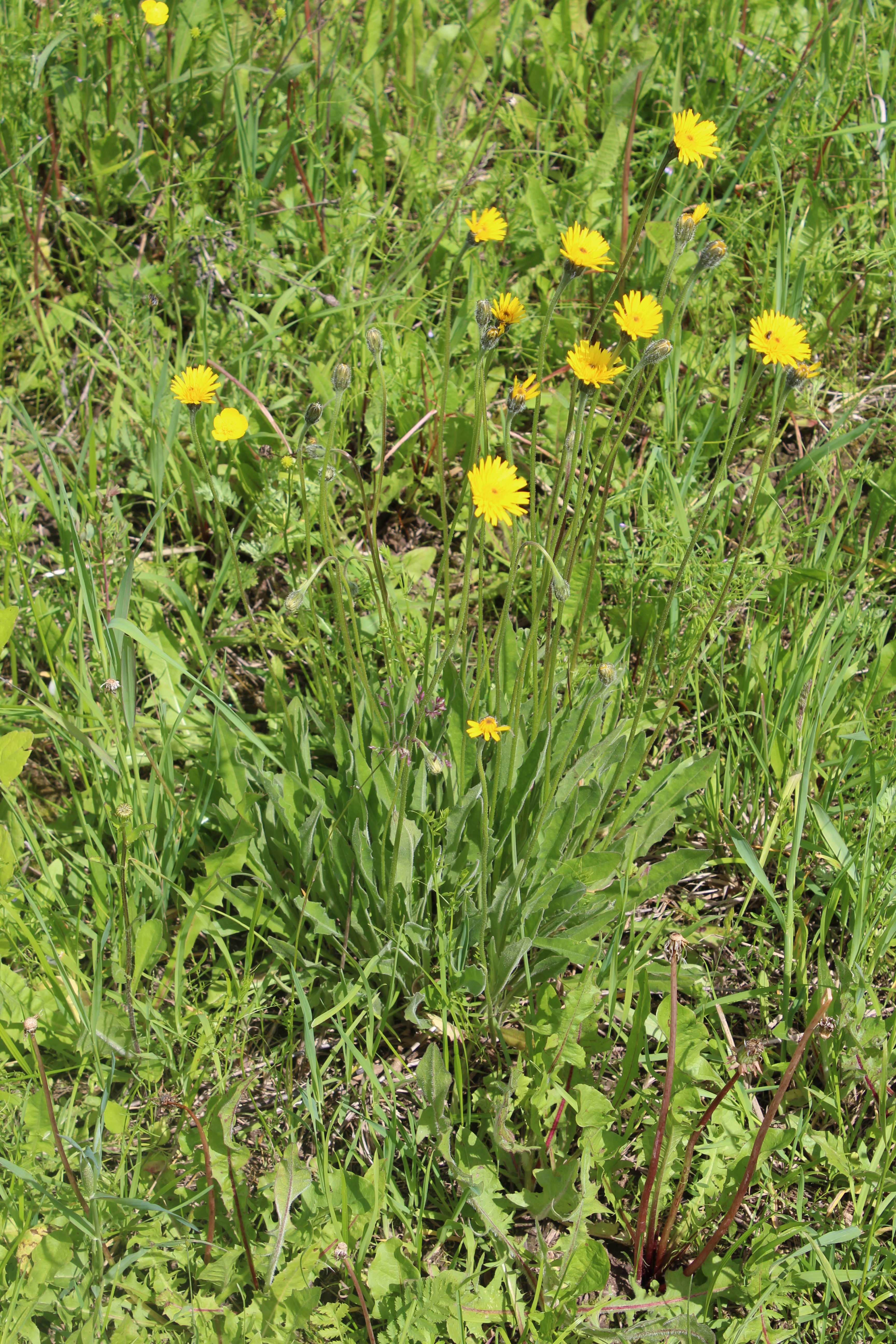
Habitusa
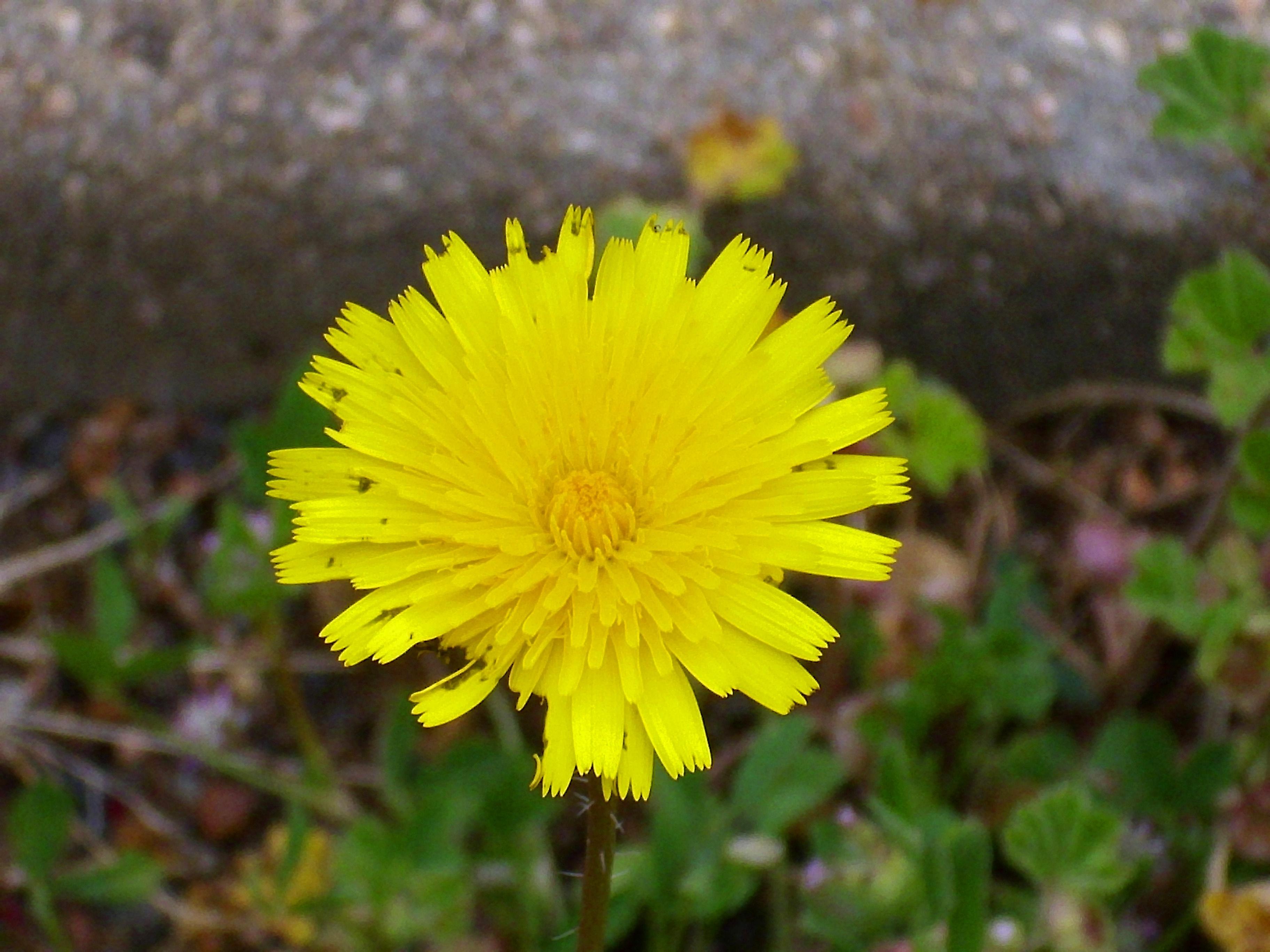
Virága felülről
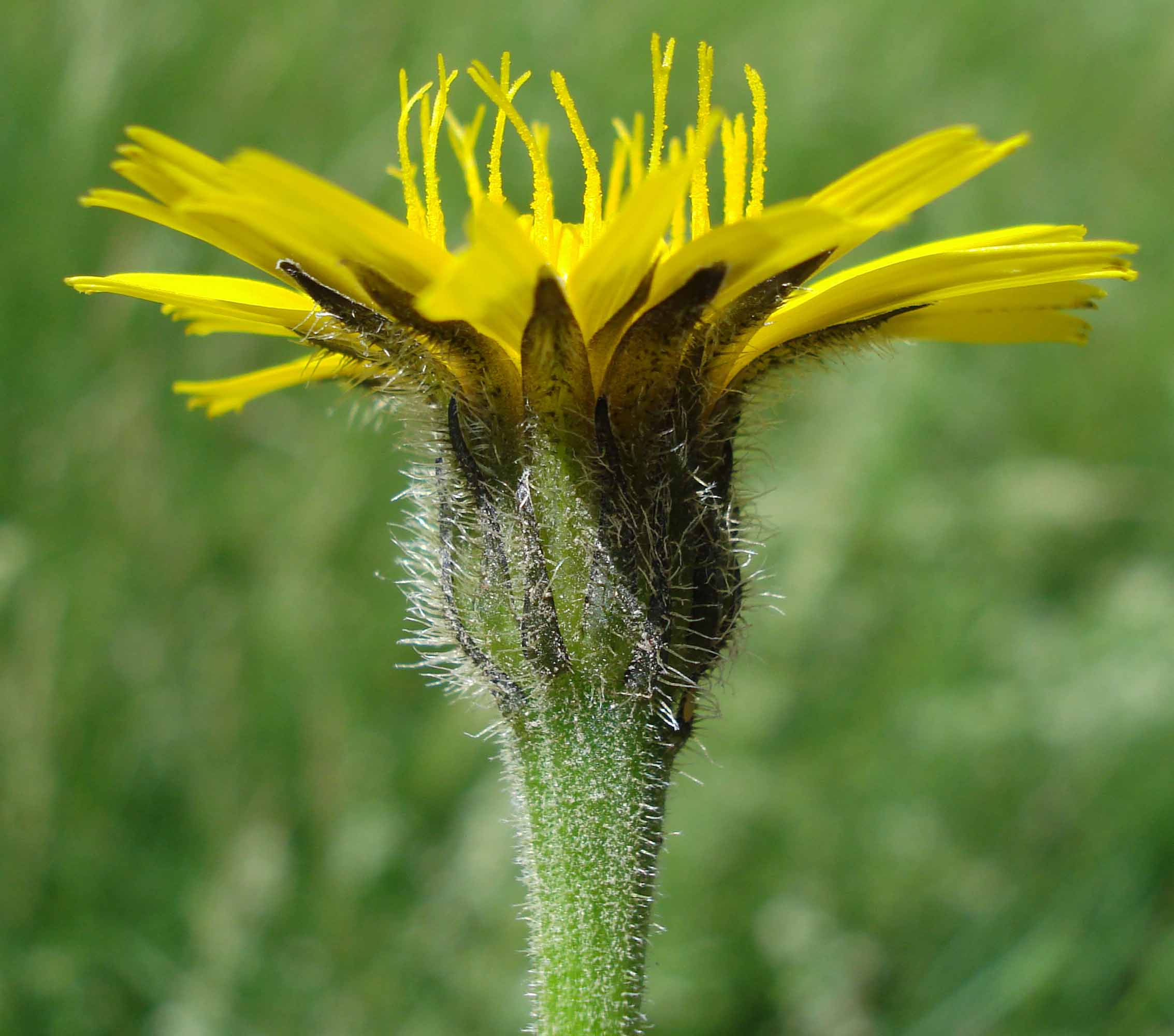
Virága oldalról
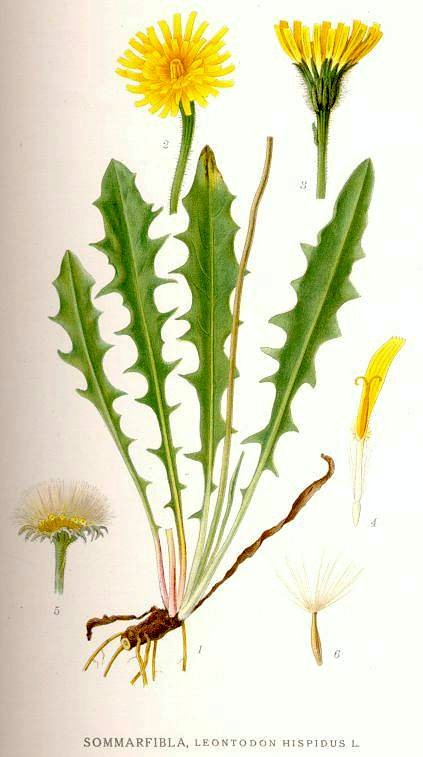
Közönséges oroszlánfog egy svéd botanikakönyvben